# Списък с треньорите на ФК Интер
Треньорите на ФК „Интер“ през годините са били над 60 души.
Първият треньор на клуба е италианецът Вирджилио Фосати, който същевременно и капитан на отбора. Той води отбора до началото на ПСВ – 1915 г., когато намира смъртта си.
Най-дълго задържалия се треньор е Еленио Ерера, който е начело на клуба общо девет години, осем от които поредни (1960 – 1968). „Магьосника“, както е наричан в Италия, също така държи клубния рекорд за най-много мачове (366) и най-много спечелени трофеи (7). Той води отбора през неговите златни години известни като ерата на „Великият Интер“. Роберто Манчини, който е треньор на Интер в периода 2004 – 2008 е втория най-успешен наставник в историята на клуба и единственият спечелил 3 поредни шампионата (един от които служебно). Това обаче се променя, когато на негово място идва португалецът Жозе Моуриньо. За две години начело на Интер, „специалният“, както го наричат, извежда отбора до т.нар. „Златен требъл“, състоящ се от купите на Шампионска лига, Серия А и Копа Италия, в допълнение на още едно скудето и Суперкупа на Италия.
Настоящият треньор на Интер е италианецът Валтер Мадзари, който пристига в клуба през 2013 г.
- 2013 – :  Валтер Мадзари
- 2012 – 2013:  Андреа Страмачони
- 2011 – 2012:  Джан Пиеро Гасперини  Клаудио Раниери  Андреа Страмачони
- 2010 – 2011:  Рафаел Бенитес  Леонардо
- 2008 – 2010:  Жозе Моуриньо
- 2004 – 2008:  Роберто Манчини
- 2003 – 2004:  Ектор Купер  Корадо Вардели  Алберто Дзакерони
- 2001 – 2003:  Ектор Купер
- 2000 – 2001:  Марчело Липи  Марко Тардели
- 1999 – 2000:  Марчело Липи
- 1998 – 1999:  Луиджи Симони  Мирча Луческу  Лучано Кастелини  Рой Ходжсън
- 1997 – 1998:  Луиджи Симони
- 1996 – 1997:  Рой Ходжсън  Лучано Кастелини
- 1995 – 1996:  Отавио Бианки  Луис Суарес  Рой Ходжсън
- 1994 – 1995:  Отавио Бианки
- 1993 – 1994:  Освалдо Баньоли  Джампиеро Марини
- 1992 – 1993:  Освалдо Баньоли
- 1991 – 1992:  Корадо Орико  Луис Суарес
- 1986 – 1991:  Джовани Трапатони
- 1985 – 1986:  Иларио Кастанер  Марио Корсо
- 1984 – 1985:  Иларио Кастанер
- 1983 – 1984:  Луиджи Радиче
- 1982 – 1983:  Рино Маркези
- 1977 – 1982:  Еудженио Берселини
- 1975 – 1977:  Джузепе Киапела
- 1974 – 1975:  Луис Суарес
- 1973 – 1974:  Еленио Ерерра  Енеа Масиеро
- 1972 – 1973:  Джовани Инверници  Енеа Масиеро
- 1971 – 1972:  Джовани Инверници
- 1970 – 1971:  Ериберто Ерера  Джовани Инверници
- 1969 – 1970:  Ериберто Ерера
- 1968 – 1969:  Алфредо Фони  Маино Нери
- 1960 – 1968:  Еленио Ерера
- 1959 – 1960:  Камило Акили и  Алдо Кампатели,  Камило Акили,  Камило Акили и  Джулио Капели
- 1958 – 1959:  Джузепе Бигоньо  Алдо Кампатели
- 1957 – 1958:  Джеси Карвър
- 1956 – 1957:  Луиджи Фереро и  Анибале Фроси,  Джузепе Меаца
- 1955 – 1956:  Алдо Кампатели  Джузепе Меаца
- 1952 – 1955:  Алфредо Фони
- 1950 – 1952:  Алдо Оливери
- 1949 – 1950:  Джулио Капели
- 1948 – 1949:  Дейвид Астли  Джулио Капели
- 1947 – 1948:  Джузепе Меаца  Карло Каркано
- 1946 – 1947:  Карло Каркано,  Джузепе Меаца  Нино Нутрицио
- 1945 – 1946:  Карло Каркано
- 1942 – 1943:  Джовани Ферари
- 1941 – 1942:  Иво Фиорентино  Ференц Молняр
- 1940 – 1941:  Джузепе Перукети  Итало Дзамберлети
- 1938 – 1940:  Тони Карнели
- 1936 – 1938:  Армандо Кастелаци
- 1935 – 1936:  Гюла Фелдман  Албино Караро
- 1934 – 1935:  Гюла Фелдман
- 1932 – 1934:  Арпад Вейс
- 1931 – 1932:  Ищван Тот
- 1929 – 1931:  Арпад Вейс
- 1928 – 1929:  Йозеф Виола
- 1926 – 1928:  Арпад Вейс
- 1924 – 1926:  Паоло Шайдлер
- 1922 – 1924:  Боб Спотишууд
- 1920 – 1922: комисия от техн. ръководство
- 1919 – 1920:  Франческо Мауро  Нино Резеготи
- 1908 – 1915:  Вирджилио Фосати